# Всадник (мыс, остров Ратманова)
Мыс Всадник — мыс на острове Ратманова, который находится в составе островов Диомида в Беринговом проливе, самой восточной точке территории России.
Мыс находится в северо-западной части острова. Побережье с этой стороны острова скалистое, с узкой полосой прибрежного пляжа.
Назван в честь клипера Всадник. В 1876 году экспедиция на клипере «Всадник» изучала воды Чукотского Моря. В течение всего плавания офицеры клипера вели морскую опись берегов, измеряли температуру воды и воздуха. 28 июля 1876 года было определено точное положение мыса Восточный (ныне Дежнёва) .
В навигационном отношении пролив Беринга разделен на три части: Западная, Центральная и Восточная. Западная часть пролива представляет собой проход между мысом ПЭЭК на Чукотке и мысом Всадник на острове Ратманова, центральный между островами Больших и малых Диомид.Восточная часть представляет собой проход между Малым Диомидом и мысом Принца Уэльского.